# Romilly-sur-Seine
Romilly-sur-Seine és un municipi francès, situat al departament de l'Aube i a la regió del Gran Est.